# Adrián López Álvarez
Adrián López Álvarez, ismertebb nevén Adrián (Teverga, 1988. január 8. –) spanyol labdarúgó, a CA Osasuna és a Spanyol válogatott játékosa.

## Sikerei, díjai

### Klub
- Atlético Madrid
  - Európa-liga: 2012
  - UEFA-szuperkupa: 2012
  - Spanyol labdarúgókupa: 2012–13
  - Spanyol labdarúgó-bajnokság: 2013–14
  - UEFA-bajnokok ligája: döntős: 2013–14

## Válogatott góljai
| #  | Dátum           | Helyszín                     | Ellenfél | Gól | Végeredmény | Típus      |
| -- | --------------- | ---------------------------- | -------- | --- | ----------- | ---------- |
| 1. | 2012. május 26. | AFG Arena, St. Gallen, Svájc | Szerbia  | 1–0 | 2–0         | Barátságos |